# Suizhou
|  | No s'ha de confondre amb Suzhou. |

Suizhou (xinès simplificat: 随州; xinès tradicional: 隨州; pinyin: Suízhōu), antigament comtat de Sui (xinès simplificat: 随县; xinès tradicional: 隨縣; pinyin: Suí Xian, Suixian), és una ciutat a nivell de prefectura al nord de la província de Hubei, a la República Popular de la Xina. Limita amb la província de Henan al nord i a l'est.

## Administració
La ciutat-prefectura de Suizhou administra 5 divisions a nivell de comtat (1 districte, 1 ciutat, 1 comtat i 2 altres àrees):
- Districte de Zengdu
- Ciutat de Guangshui
- Comtat de Sui
- Àrea de desenvolupament econòmic de Suizhou
- Àrea panoràmica de Dahongshan

| Mapa de Suizhou                             |
| ------------------------------------------- |
| Zengdu Guangshui · (ciutat) Comtat · de Sui |

A més, es divideixen en 54 divisions a nivell de municipi, incloent 36 ciutats, 11 municipis i 7 subdistrictes.

## Història

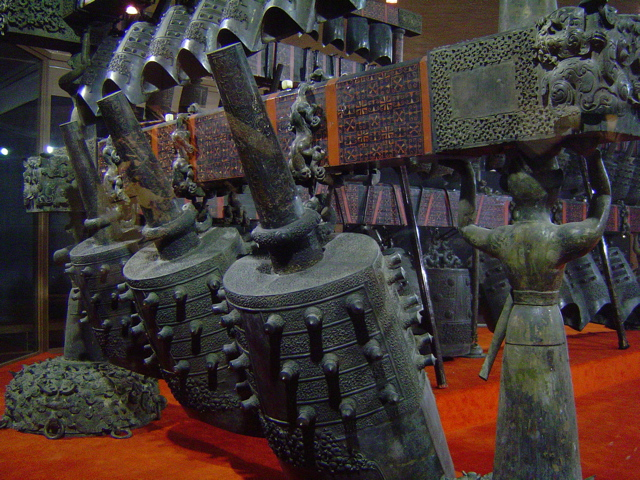
Antigues campanes de concert de bronze trobades al districte de Zengdu, ciutat de Suizhou. Els originals es conserven ara al museu provincial de Wuhan.

Suizhou té una llarga història. Durant el període de Primaveres i Tardors i el període dels Estats Combatents (771−221 aC) va ser el territori de l'Estat de Sui i dins l'àmbit cultural de l'estat de Chu. Suizhou és ciutat-prefectura des de juny de 2000.